# Torneo de Atlanta 2021
El Truist Atlanta Open 2021 fue un torneo de tenis perteneciente al ATP Tour 2021 en la categoría ATP Tour 250. El torneo tuvo lugar en la ciudad de Atlanta (Estados Unidos) desde el 24 de julio hasta el 1 de agosto sobre pistas rápidas.

## Distribución de puntos
| Modalidad            | Campeón | Finalista | Semifinales | Cuartos de final | 2ª ronda | 1ª ronda | Clasificados | 2ª ronda de clasificación | 1ª ronda de clasificación |
| Individual masculino | 250     | 165       | 100         | 50               | 25       | 0        | 13           | 7                         | 0                         |
| Dobles masculino     | 250     | 150       | 90          | 45               | 20       | 0        | -            | -                         | -                         |

## Cabezas de serie

### Individuales masculino
| Tenista        | Ranking | Preclasificados |
| Milos Raonic   | 22      | 1               |
| Jannik Sinner  | 23      | 2               |
| Cameron Norrie | 30      | 3               |
| Reilly Opelka  | 32      | 4               |
| Taylor Fritz   | 37      | 5               |
| John Isner     | 39      | 6               |
| Benoît Paire   | 49      | 7               |
| Lloyd Harris   | 51      | 8               |

- Ranking del 19 de julio de 2021.[2]

### Dobles masculino
| Tenista                           | Ranking | Preclasificados |
| Luke Bambridge Ken Skupski        | 124     | 1               |
| Jonathan Erlich Santiago González | 124     | 2               |
| Aisam-ul-Haq Qureshi Divij Sharan | 138     | 3               |
| Matthew Ebden John-Patrick Smith  | 147     | 4               |

## Campeones

### Individual masculino
John Isner venció a  Brandon Nakashima por 7-6(10-8), 7-5

### Dobles masculino
Reilly Opelka /  Jannik Sinner vencieron a  Steve Johnson /  Jordan Thompson por 6-4, 6-7(6-8), [10-3]